# Knipparv
Knipparv (Cerastium glomeratum) är en växtart i familjen nejlikväxter. 